# Kirsten Lee
Kirsten Lee, född Damsgaard Hansen 15 december 1941 i Ribe, är en dansk barnläkare och politiker (Det Radikale Venstre). Hon är sedan 1984 gift med f.d. ministern Niels Helveg Petersen.
Lee blev utbildad barnläkare från Boston University 1972. Efter att ha varit gift med en amerikan flyttade hon tillbaka till Danmark och blev specialläkare på barnavdelningen på Hillerøds centralsjukhus. Från 1986 var hon överläkare. Hon har även haft uppdrag för biståndsorganisationen Danida och WHO.
Lee var folketingsledamot 1987-1990. Hon återgick därefter till Hillerøds centralsjukhus som administrerande överläkare. Från 1998 var hon direktör för Finsencentret på Rigshospitalet och senare chef för Folkesundhed i Köpenhamns kommun. Hon återupptog sin politiska karriär 2005, då hon blev invald som ledamot i Region Hovedstaden. Hon är för närvarande partiets gruppledare och ordförande av regionens hälsoutskott. Hon har även varit ledamot i Folketingets trafiksäkerhetsutredning, Færdselssikkerhedskommissionen (1988-1995) och ordförande av Kvindernes Internationale Ligestillingsudvalg (1988-1996).